# 설정
설정(setting)은 이야기나 작품 속 시간 및 장소를 의미한다. 문학 요소로서, 설정은 배경과 분위기를 이야기의 기반으로 삼는 것에 도움을 준다. 설정은 이야기의 직접적 배경에 더해 이야기 속 세계나 맥락이 이루어지는 사회적 배경을 의미해 왔다. 설정의 요소들은 문화, 역사적 시대, 지리, 시간 등을 포함할 수 있다. 설정은 이야기의 기반 만들기 혹은 기반 그 자체를 의미하게 된다. 플롯, 등장인물, 주제, 문체와 함께, 설정은 허구의 기반 요소가 된다.

## 개요
설정으로 불리는 것은 다방면에 걸쳐서 시대, 장소, 등장인물의 인간 관계 등을 주된 예로서 들 수 있다. 현실과는 다른 허구 세계가 무대인 경우, 허구 세계와 현실 세계와의 차이점이나, 허구 세계에서의 일반 상식, 역사 등도 설정으로서 포함될 수 있다. 설정은 조금밖에 등장하지 않는 등장인물이나 장소에서도 확립되어 있으며 이를 기본으로 이야기가 제작된다. 설정이라는 용어는 소설에서의 사건이 일어나는 사회적 배경 또한 의미하는데, 소설가 도나 레빈(Donna Levin)은 사회적 배경이 등장인물의 가치관을 형성한다고 언급해 왔다. 이야기 설정의 요소에는, 이야기들에 따라 정적이거나 계절의 흐름같이 동적일 수도 있는, 시간의 흐름이 포함된다.

## 같이 보기
- 경관
- 세계 설정

## 참고 문헌
- Levin, Donna (1992). 《Get That Novel Started》. Cincinnati, OH: Writer's Digest Books. ISBN 0-89879-517-6.
- Lodge, David (1992). 《The Art of Fiction》. London: Martin, Secker & Warburg Ltd. ISBN 0-14-017492-3.
- Obstfeld, Raymond (2002). 《Fiction First Aid: Instant Remedies for Novels, Stories and Scripts》. Cincinnati, OH: Writer's Digest Books. ISBN 1-58297-117-X.
- Rozelle, Ron (2005). 《Write Great Fiction: Description & Setting》. Cincinnati, OH: Writer's Digest Books. ISBN 1-58297-327-X.
- Truby, John (2007). 《Anatomy of a Story: 22 Steps to Becoming a Master Storyteller》. New York, NY: Faber and Faber, Inc. ISBN 978-0-86547-951-7.